# Metro Samara

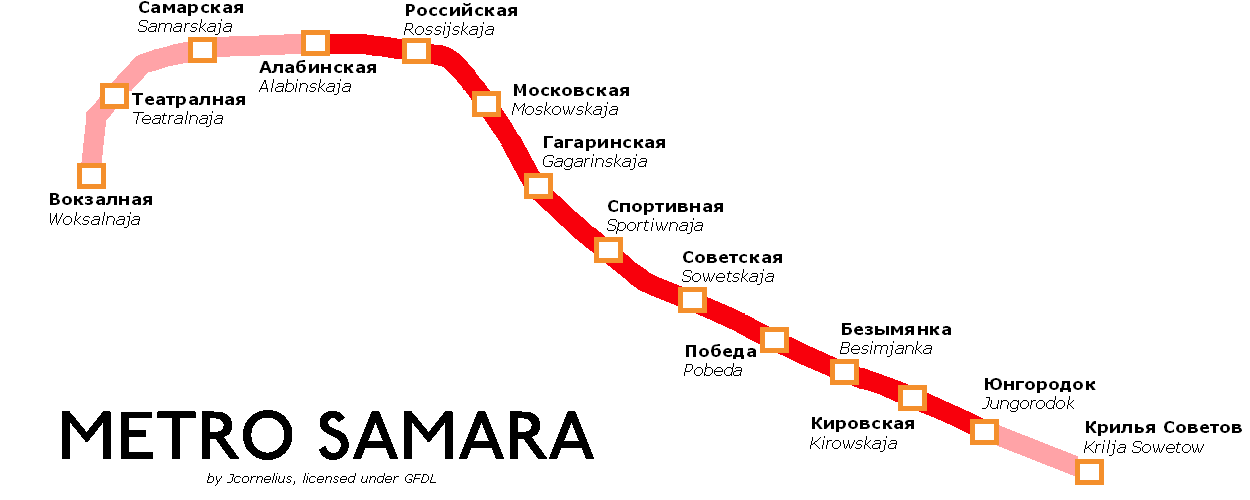
Karte der Metro Samara mit derzeitigem Ausbau (rot) und geplanten Stationen (rosa)

Die Metro Samara (russisch Самарское метро Samarskoje metro) ist die U-Bahn der russischen Stadt Samara. Sie wurde 1987 eröffnet und besteht derzeit aus einer Linie.

## Geschichte
In den 1970er-Jahren wollte Samara anderen sowjetischen Städten wie zum Beispiel Nowosibirsk folgen und eine U-Bahn bauen. Dafür gab die Stadtverwaltung 1977 eine Studie in Auftrag, wozu auch Bodenprüfungen gehörten. Die Bauarbeiten für das zukünftige Sekantennetz begannen 1980. Sieben Jahre später, am 26. Dezember 1987, konnte der erste Abschnitt zwischen Jungorodok (Юнгородок) und Pobeda (Победа) eröffnet werden.
Seitdem erfolgt der weitere U-Bahnausbau. Am 31. Dezember 1992 konnte eine weitere Station, Sowetskaja (Советская), eröffnet werden. Wenige Monate später konnte wiederum ein neues Tunnelstück in Betrieb gehen, ab dem 25. März fuhr die U-Bahn um eine Station weiter bis Sportiwnaja (Спортивная). Im gleichen Jahr, am 30. Dezember, ging die vierte Erweiterung bis Gagarinskaja (Гагаринская) in Betrieb. Diese Verlängerungen zusammen sind 3,8 km lang. Seit dem 27. Dezember 2002 fährt die U-Bahn zwischen Jungorodok und Moskowskaja (Московская). Dieser Abschnitt verlängerte die Linie um 2,4 auf insgesamt 10,7 km. Am 26. Dezember 2007 wurde die Linie um noch eine Station, nämlich Rossijskaja, nach Westen verlängert. Am 26. Dezember 2014 wurde der 1,3 km lange Abschnitt bis zur Station Alabinskaja (Алабинская) eröffnet.
Wie für eine ehemals sowjetische Stadt üblich, ist geplant, das bisher nur aus einer Linie bestehende U-Bahn-Netz zu einem Sekantensystem auszubauen. Das heißt, drei Linien bilden ein (meist innerstädtisches) Dreieck mit drei Umsteigepunkten. Zuvor jedoch soll die jetzige, zumeist rot dargestellte Metrolinie ausgebaut werden. Im Zeithorizont 2016 bis 2020 sind zusätzlich zwei weitere Stationen eingeplant: Samarskaja (Самарская) und Teatralnaja (Театральная), später auch eine weitere, Woksalnaja (Вокзальная). 2020 könnte auch eine Verlängerung um eine Station in Richtung Osten bis Krylja Sowetow (Крылья Советов) dazukommen. Dies wäre somit die erste Ausbaustufe. Noch später soll die Realisierung der zweiten Linie beginnen, Umsteigebahnhof soll hier Moskowskaja sein (2030 bis 2040).
Derzeit wird die etwa 12 km lange Linie mit Wagen der von Metrowagonmasch stammenden Baureihe 81-717/714 betrieben. Diese benutzen für die Stromeinspeisung Stromschienen bei 825 Volt und fahren auf der russischen Breitspur von 1520 Millimetern. Derzeit stehen 23 Vier-Wagen-Züge zur Verfügung. 1993 beförderte die Metro Samara 21,3 Millionen Passagiere, 1998 28,6 Millionen, 1999 24,9 und im Jahr 2002 beförderte diese U-Bahn 23,6 Millionen Fahrgäste.

## Liste der Stationen
In der nachfolgenden Tabelle sind die Stationen in der Reihenfolge des Verlaufes der einzigen Metrolinie von West nach Ost aufgeführt.
| Bild         | Name transkribiert/ Name original | Eröffnet   | Karte | Bemerkenswertes in der Nähe |
| ------------ | --------------------------------- | ---------- | ----- | --------------------------- |
| Alabinskaja  | Alabinskaja Алабинская            | 26.12.2014 | Lage  |                             |
| Rossijskaja  | Rossijskaja Российская            | 26.12.2007 | Lage  |                             |
| Moskowskaja  | Moskowskaja Московская            | 27.12.2002 | Lage  |                             |
| Gagarinskaja | Gagarinskaja Гагаринская          | 26.12.1993 | Lage  |                             |
| Sportiwnaja  | Sportiwnaja Спортивная            | 25.03.1993 | Lage  |                             |
| Sowetskaja   | Sowetskaja Советская              | 31.12.1992 | Lage  |                             |
| Pobeda       | Pobeda Победа                     | 26.12.1987 | Lage  |                             |
| Besymjanka   | Besymjanka Безымянка              | 26.12.1987 | Lage  |                             |
| Kirowskaja   | Kirowskaja Кировская              | 26.12.1987 | Lage  |                             |
| Jungorodok   | Jungorodok Юнгородок              | 26.12.1987 | Lage  |                             |